# Iso-Kaihlanen (sjö i Kangasniemi, Södra Savolax)
Iso-Kaihlanen är en sjö i kommunen Kangasniemi i landskapet Södra Savolax i Finland. Sjön ligger 102,3 meter över havet. Arean är 1,53 kvadratkilometer och strandlinjen är 8,71 kilometer lång. Sjön  ingår i Kymmene älvs huvudavrinningsområde.   Den ligger omkring 53 kilometer nordväst om S:t Michel och omkring 220 kilometer norr om Helsingfors. 